# Pignola
Pignola (Vignola fino al 1863, Pignola di Basilicata dal 1863 al 1935, Vïgnuòlë in dialetto locale) è un comune italiano di 6 812 abitanti della provincia di Potenza in Basilicata. È noto anche come "il paese dei portali" in riferimento ai numerosi ingressi decorati nel suo centro storico.

## Geografia fisica

### Territorio

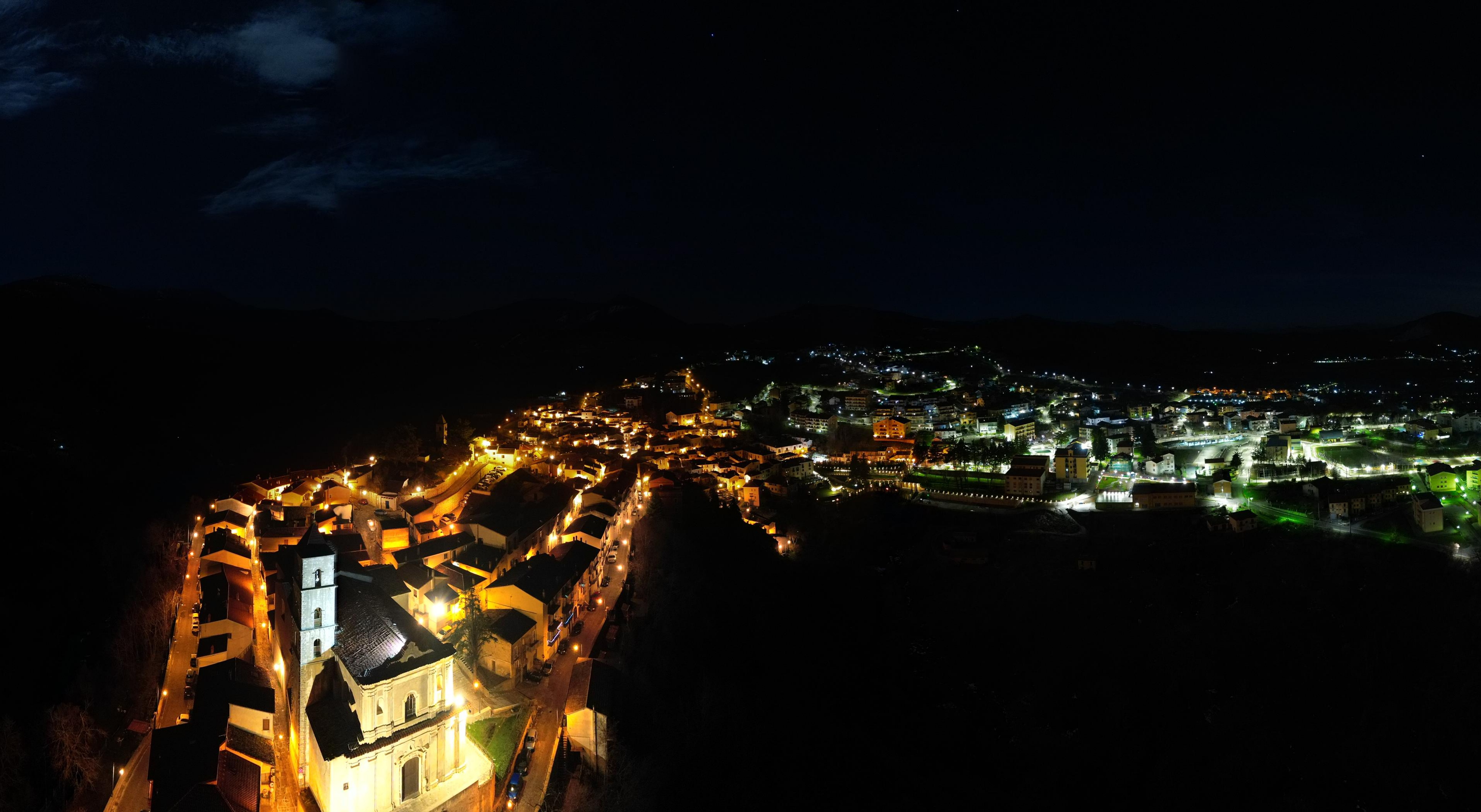
Centro storico pignolese di notte

Il comune confina ad est con Anzi, a sud-ovest con Abriola, ad ovest con Tito ed a nord con Potenza. Il territorio pignolese si estende per 55,51 km² ed ha un’altitudine che va dai 700 m di Pantano-Petrucco ai 927 del centro abitato, fino ai 1476 m del M. Serranetta che rappresenta il punto più alto del territorio pignolese. Conta 6 962 abitanti.
Il territorio è prevalentemente boscoso e sono presenti numerosi corsi d’acqua che vanno ad alimentare il Basento; numerose anche le sorgenti potabili ma non degne di nota per l’esigua quantità d’acqua.
A pochi passi dalla frazione di Pantano a 770 m. di altitudine, è situato un lago, il Lago di Pantano di Pignola, tutelato da una riserva naturale originatosi da un’antica palude bonificata nella prima metà del XX secolo.
Il comune comprende tredici frazioni: Campo di Giorgio, Molino di Capo, Mulino di Piede, Pantano, Petrucco, Piancardillo, Ponte Mallardo, Pozzillo, Rifreddo, Sciffra, Serra San Marco, Tora, Tuorno. Nella parte bassa del paese, più precisamente in località Pantano è presente la Riserva regionale del Lago Pantano di Pignola o più comunemente chiamata Oasi del WWF. La zona è ad alta pericolosità sismica.

### Clima
Il clima è complessivamente freddo e umido, caratterizzato da inverni freddi e stagioni estive calde e secche. Nella storia del paese sono ricordate importanti precipitazioni nevose, come quella del 2012 che interessò l'intera regione Basilicata e che, in particolare a Pignola portò ad un accumulo di più di un metro di neve.
| stazione meteorologica di Pignola Meteo (Meteo 7) | Mesi | Mesi | Mesi | Mesi | Mesi | Mesi | Mesi | Mesi | Mesi | Mesi | Mesi | Mesi | Stagioni | Stagioni | Stagioni | Stagioni | Anno |
| stazione meteorologica di Pignola Meteo (Meteo 7) | Gen  | Feb  | Mar  | Apr  | Mag  | Giu  | Lug  | Ago  | Set  | Ott  | Nov  | Dic  | Inv      | Pri      | Est      | Aut      | Anno |
| ------------------------------------------------- | ---- | ---- | ---- | ---- | ---- | ---- | ---- | ---- | ---- | ---- | ---- | ---- | -------- | -------- | -------- | -------- | ---- |
| T. max. media (°C)                                | 12   | 13   | 15   | 18   | 22   | 26   | 30   | 30   | 27   | 22   | 16   | 13   | 12,7     | 18,3     | 28,7     | 21,7     | 20,3 |
| T. min. media (°C)                                | 3    | 3    | 5    | 7    | 11   | 14   | 17   | 17   | 15   | 10   | 7    | 4    | 3,3      | 7,7      | 16       | 10,7     | 9,4  |
| T. max. assoluta (°C)                             | 10   | 12   | 15   | 17   | 20   | 25   | 28   | 30   | 25   | 12   | 8    | 7    | 12       | 20       | 30       | 25       | 30   |
| T. min. assoluta (°C)                             | −8   | −2   | −2   | 4    | 8    | 10   | 14   | 16   | 7    | 3    | 0    | −5   | −8       | −2       | 10       | 0        | −8   |
| Giorni di pioggia                                 | 8    | 7    | 5    | 4    | 3    | 2    | 3    | 2    | 4    | 6    | 10   | 6    | 21       | 12       | 7        | 20       | 60   |

## Origini del nome
Pignola, detta anticamente Vineola, fu in seguito chiamata Vignola. Incerto è il significato di questi nomi riconducibili comunque al latino vinea, vigna. A partire dal 1863 il comune fu autorizzato ad assumere il suo attuale nome, Pignola di Basilicata, termine che potrebbe riferirsi a qualche pineta del luogo.

## Storia

### Dalle origini agli Angioini
La mancanza di testimonianze precise fa sì che gli studiosi non siano concordi nel datare la nascita di questo paese. Il Lavista attribuisce la fondazione di Pignola all’imperatore Tito Vespasiano, che avrebbe mandato le sue truppe a fondare diversi paesi della Lucania tra cui Tito, Pignola e Castrum Gloriosum. Il Rendina invece, nelle Historiae della città di Potenza, afferma che il paese fu fondato da alcuni nobili potentini che fuggirono da Potenza dopo essere stati sopraffatti da una rivolta della popolazione.
Con l’anno mille il paese fu governato dai Bizantini e poi dai Normanni; il feudo di Vineola viene infatti citato nel catalogo dei baroni normanni. Più tardi Federico II di Svevia governerà su tutta la Basilicata. In epoca sveva, infatti, intorno al 1240 Pignola è chiamata dall’imperatore Federico II a contribuire alle spese di restauro del castello di Lagopesole.
Nel 1266 la Basilicata passa nelle mani degli Angioini e poi di diversi feudatari, tra cui Rinaldo De Puy e Giovanni Pipino.

### Dalla Regina Giovanna alla fine della feudalità
Alla morte del Re Ladislao, gli successe la sorella Giovanna che sembrerebbe avesse abitato a Pignola vicino alla Chiesetta di San Nicola. Giovanna concesse a Pignola privilegi e doni tra cui l’istituzione della Fiera. Nel 1420 la regina Giovanna fondò la casa Santa Ave Gratia Plena di Napoli, meglio conosciuta come “Casa dell’Annunziata” a cui donò la terra di Pignola. Alla sua morte le successe Alfonso D’Aragona che, dopo aver lottato per la successione al trono contro Renato d’Angiò, decise di ricompensare le famiglie che lo avevano sostenuto (tra queste quella dei Guevara a cui il re concesse molte terre tra cui anche la città di Potenza). Proprio in questi anni la Casa dell’Annunziata cedette in enfiteusi la terra di Pignola al conte Innico de Guevara. Grazie a questa cessione si registrò a Pignola un grande aumento demografico dovuto al trasferimento in paese di diverse famiglie tra cui: La Vista, Romeo, Scavone, Albano, Padula.
La violenta epidemia di peste del 1656 colpì tutta la zona del Potentino e Pignola si vide decimare gli abitanti. Nonostante ciò il paese continuò a crescere negli anni successivi non solo demograficamente ma anche culturalmente spronato dalla presenza di due conventi che erano nel suo territorio.
Verso la fine del 1600 numerose bande di briganti infestavano continuamente invadendo terre coltivate assaltando molte masserie isolate e distruggendo tutto ciò che trovavano sul loro cammino. Tra i briganti più temuti Francesco Cauzillo di Pignola, detto l’arrabbiato, che con altri banditi, tra cui Giuseppe Postiglione e Bernardo Guma, fu accusato di furti, rapine, omicidi, sequestri di persona e ricatti. Proprio per l'esistenza di queste bande molti Pignolesi vennero perseguitati per aver fornito appoggi ai Cauzzillo (una delle bande più note all'epoca).

### Il Settecento e la Relazione Gaudioso
Dalla Relazione Gaudioso, stilata agli inizi del 1700 per ordine reale dall'avvocato fiscale Don Rodrigo Maria Gaudioso, apprendiamo che la terra di Pignola era esposta verso Tramontana per cui "li terreni sono molto sterili e di gran povertà. (...) La gente bassa era di costume rissoso, poi, col beneficio di due congregazioni erette, si sono rese più docili, standovi tutti ascritti in dette congregazioni, dove si fanno continui esercizi spirituali".
Apprendiamo inoltre che all'epoca il territorio di Pignola era abitato da circa tremila persone dedite alle "arti liberali, all'arte meccaniche e alla coltura dei terreni, ed altri pochi che vanno negoziando da vaticali da donde si provvede in parte di quello che manca".
lo stesso documento registra la presenza a Pignola della "decorata" Chiesa di Santa Maria Maggiore, di cinque confraternite di carità, di due monasteri di padri mendicanti di San Francesco, uno dei Padri Cappuccini, poco distante dall'abitato, l’altro sotto il titolo di San Michele Arcangelo, a un miglio di distanza dall'abitato.
Il 1700 fu un secolo di ribellioni e subbugli. Nel 1747, ad esempio, si registra una lite amministrativa tra Pignola e Potenza per il possesso del Lago e di una zona boschiva posta tra i due centri, detta "Area Silvana", zone entrambi molto importanti per l'economia del territorio. Il Lago all'epoca era pescoso e vi si poteva raccogliere paglia di buona qualità.

### L'Ottocento

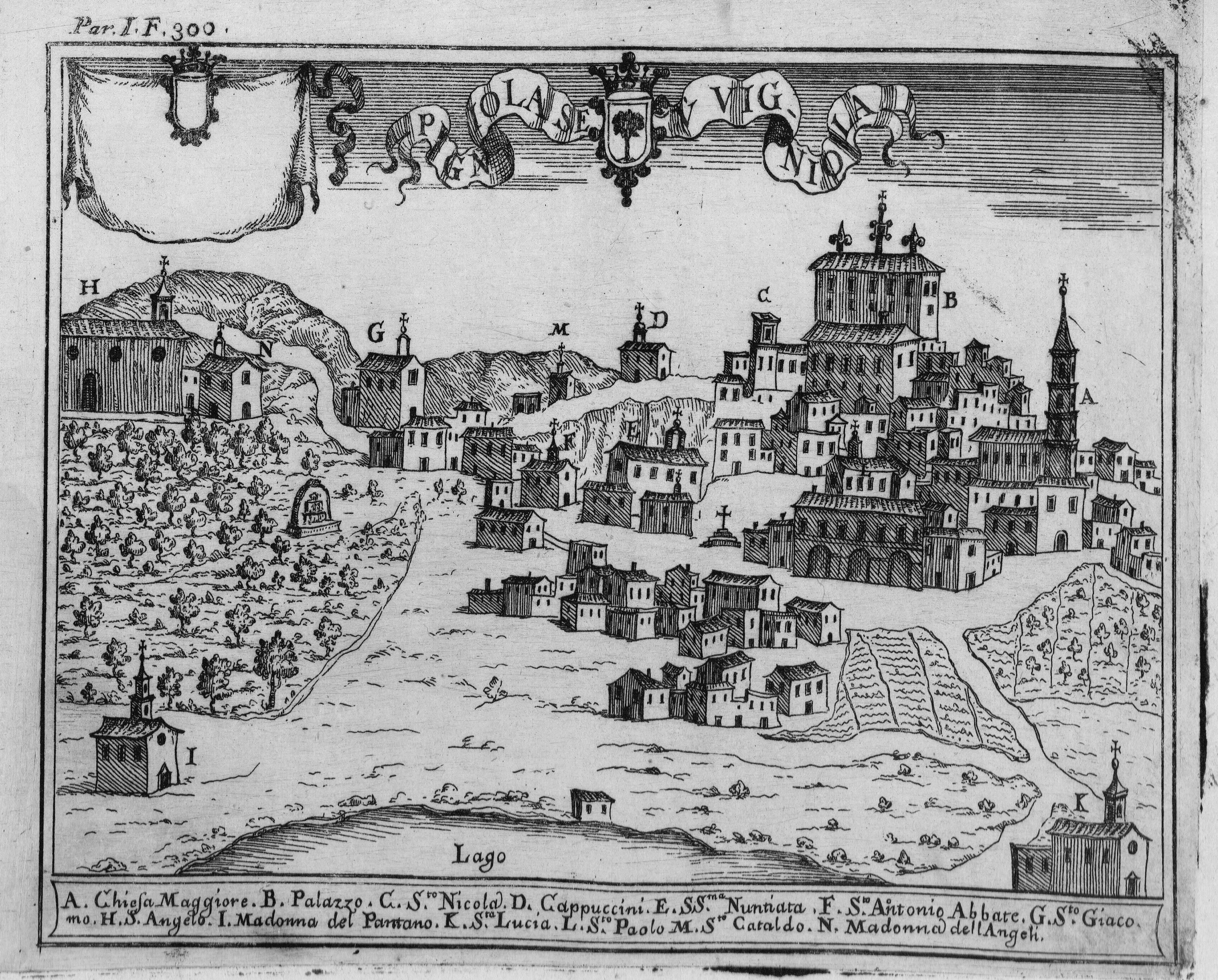
Pignola nel 1703

Pignola non si fece coinvolgere direttamente nei fatti del 1799 relativi alla nascita della repubblica partenopea. Nel Libro dei defunti della parrocchia leggiamo dei pignolesi uccisi in quel periodo e della fucilazione di Nicola Trotta, uno dei capi della rivolta, che, potentino residente a Pignola, tentò di sobillare il paese contro i Borbone ma non ottenne seguito in paese. Tra il 1806 e il 1809 si registrano diversi violenti scontri in paese tra le famiglie di fede borbonica e i simpatizzanti del governo francese.
Nel 1808 Gioacchino Murat fu nominato Re di Napoli. Egli dispose una statistica, la Statistica Murattina, da cui possiamo desumere interessanti notizie su Pignola e sulle condizioni di vita del popolo lucano. “Il basso popolo abita ordinariamente in sottani angusti ed oscuri i quali ricevono la luce del sole dalla sola porta aperta. In questa specie di tuguri coabita coi polli, il poro e l’asino e, non tenute con nettezza, si sviluppano delle febbri contagiose”. Vi si legge ancora che le donne andavano scalze in ogni stagione e che fiorivano le attività economiche legate in particolare alla lavorazione di panni e tessuti. Molto sviluppato anche l’artigianato in legno e in ferro battuto. Tra il 1806 e il 1809 Pignola partecipò attivamente al brigantaggio: si formarono infatti bande organizzate in funzione antifrancese che proseguirono la loro azione anche dopo l’unificazione del Regno d’Italia, quando diversi pignolesi andarono a rimpinguare le file dei briganti.
Nel 1848 scoppiarono nuovi moti, i cosiddetti “moti comunisti” durante i quali i contadini insorsero per la conquista della terra minacciando la sicurezza dei proprietari terrieri.
Tra il 1850 e il 1851 anche Pignola subì gravi perdite a causa dell’epidemia del vaiolo.
Nel 1857, alle cinque di mattina, tra il 16 e il 17 dicembre si verificò in Basilicata un sisma violento e inatteso che causò molte vittime e danni ingenti. Le vittime di Pignola furono sette e anche i danni furono numerosi. Tra gli edifici crollati ricordiamo: la Cappella della Santissima Annunziata, la Cappella di Santa Maria del Pantano, una porzione del campanile della chiesa di Santa Maria Maggiore e circa ottanta case di privati cittadini. Tutta la popolazione attribuì la propria salvezza alla grande devozione riposta verso la protettrice, Madonna degli Angeli.
Pignola partecipò anche ai moti del 1860. Tra gli insorti ricordiamo i fratelli Berardi, Filadelfio e Giuseppe Eugenio, Domenico Coiro ed Emilio Fittipaldi.
Nel 1860 si verificarono atti briganteschi ricollegati a motivazioni del tutto politiche ovvero di riportare sul trono di Napoli il Borbone. A causa di queste atti il sindaco di Pignola emanò alcune disposizione che impedivano ai cittadini di recarsi a lavorare in campagna senza un regolare permesso e di portare con sé più di un certo quantitativo di pane per impedire che rifornissero di cibo i loro parenti datisi alla macchia.

### Il Novecento
Passata l’epoca del brigantaggio, liberate le campagne dal pericolo di disordini pubblici, Pignola entra a far parte del Regno d'Italia.
I due terzi degli abitanti di Pignola sono di condizione contadina. Tanti gli emigrati. Nel 1901 gli emigranti sono 83 su 2 567 abitanti, nel 1906 sono 106 su 2 556 abitanti.
Per quanto concerne l’istruzione agli inizi del 1900 circa la metà degli obbligati era inviata a lavorare piuttosto che entrare a far parte della popolazione scolastica.
Dal punto di vista politico si fronteggiavano due diversi partiti: il Partito Socialista e quello Liberale. Nelle elezioni amministrative del 1914 vinse il Partito Socialista, ma seguirono momenti di disorientamento ed alterne vicende che portarono alla nomina di un commissario prefettizio.

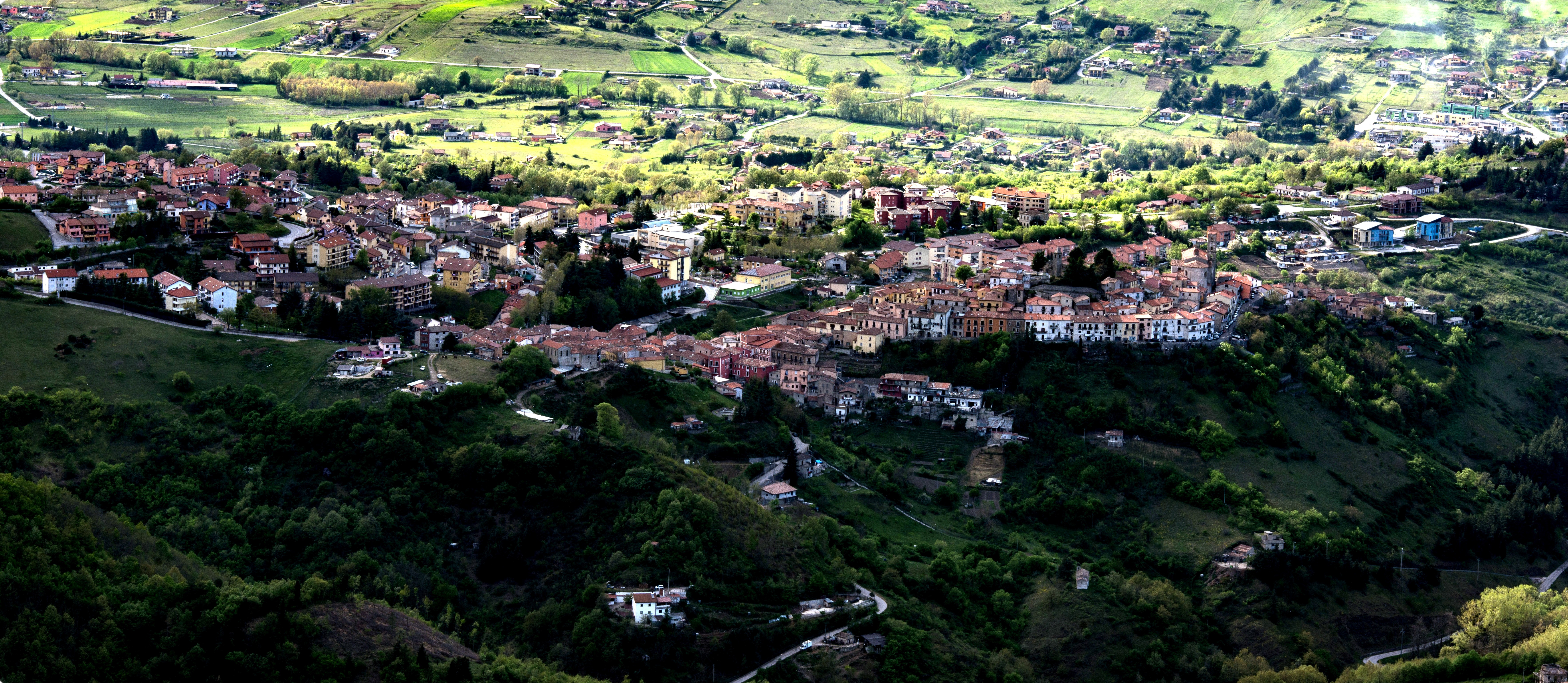
Panoramica dall'alto di Pignola

Tra il 1917 e il 1918 fu concluso il tronco ferroviario della Ferrovia Calabro Lucana tra Pignola e Potenza (inaugurato il 23 gennaio 1919), che fu utilizzata non solo per i semplici collegamenti, ma anche per spedire il carbone prodotto a Pignola in gran quantità. Il 4 novembre 1931 venne inaugurato il prolungamento ferroviario fino a Laurenzana.
Negli stessi anni alto fu il tributo pagato dalla comunità pignolese che contò più di quaranta vittime nella grande guerra.
Anche nel secondo conflitto mondiale Pignola pagò un alto tributo di sangue. Nel settembre del 1943 alcuni aerei alleati sganciarono un gran numero di bombe sulla città capoluogo e tre ordigni furono destinati a Pignola. Essi caddero nel rione Convento, allora pressoché disabitato, e non causarono vittime.
Il dopoguerra fu un periodo difficile anche per Pignola: moltissimi residenti furono costretti ad emigrare alla ricerca di un lavoro.
Il 23 novembre 1980 un violento sisma colpì l’abitato. Crollarono venti case, tredici furono dichiarate pericolanti, cinquanta quelle inagibili e riparabili. I senzatetto furono 271 su una popolazione di 3 983 abitanti. Non si registrarono vittime ma tanti pignolesi emigrarono in altre parti d’Italia o all'estero

### Simboli
Diverse sono le testimonianze relative allo stemma comunale. Il Gattini cita uno stemma dato da «un pino al naturale con una serpe d’oro attorcigliata al tronco». Questo disegno era accompagnato dalle lettere P.V. iniziali dei due seguenti esametri:
Pinea sum fortis, corrupto nomine dicor

Vinea; nunc laeta a coeli regina tuetur.
Giovan Battista Pacichelli riporta che il Lacava invece della serpe mette due leoni controrampanti con il motto:
Pinea sum dicta et dicor a nomine fortis.
Questo è lo stemma che appare oggi sul balcone del municipio.
Il gonfalone è un drappo di azzurro.

## Monumenti e luoghi d'interesse

### Architetture religiose
Chiesa Matrice di Santa Maria Maggiore

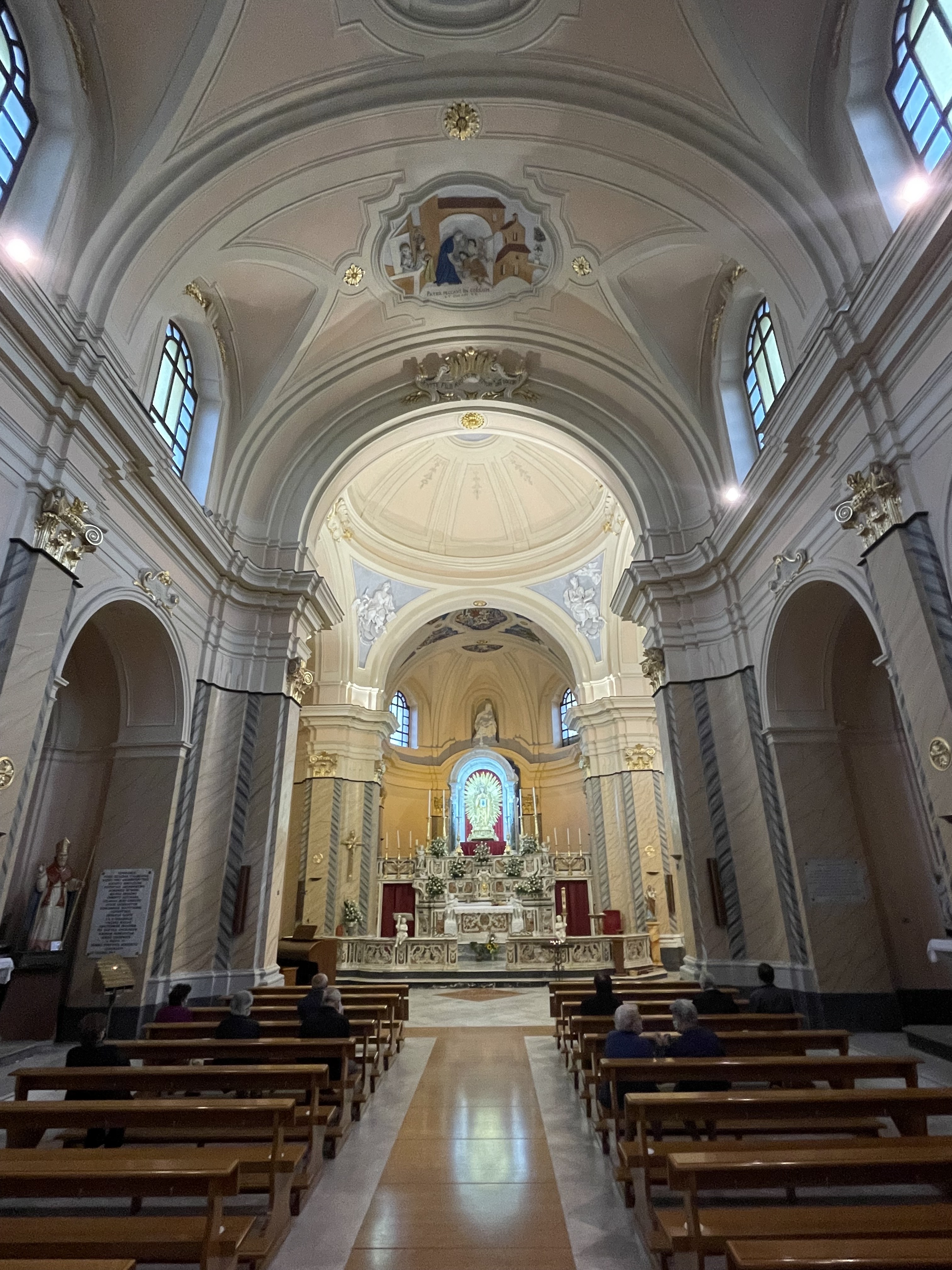
interno Chiesa Madre

La prima struttura risale al XIII secolo. Nel 1390 il lapicida Trifoggio da Stigliano terminò il campanile.

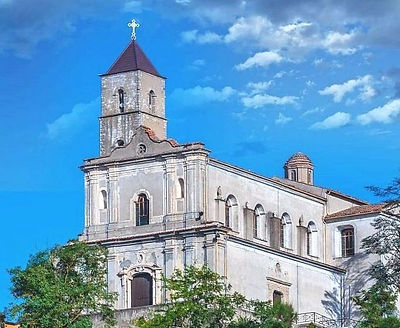
La chiesa di santa Maria Maggiore

La chiesa sorge nella parte più alta del paese, nel borgo detto “Terra Vecchia”, dove si insediarono i primi abitanti provenienti da Castelglorioso, una località poco distante da Pignola, oggi chiamata Arioso; è affiancata da un maestoso campanile a base quadrata con cinque piani di apertura.
La chiesa ha subito nel corso degli anni più ristrutturazioni, la più importante è connessa al terremoto dell'irpinia del 1980 che fece crollare alcune parti della chiesa che vennero poi interamente ricostruite.
Chiesa e Convento di San Rocco

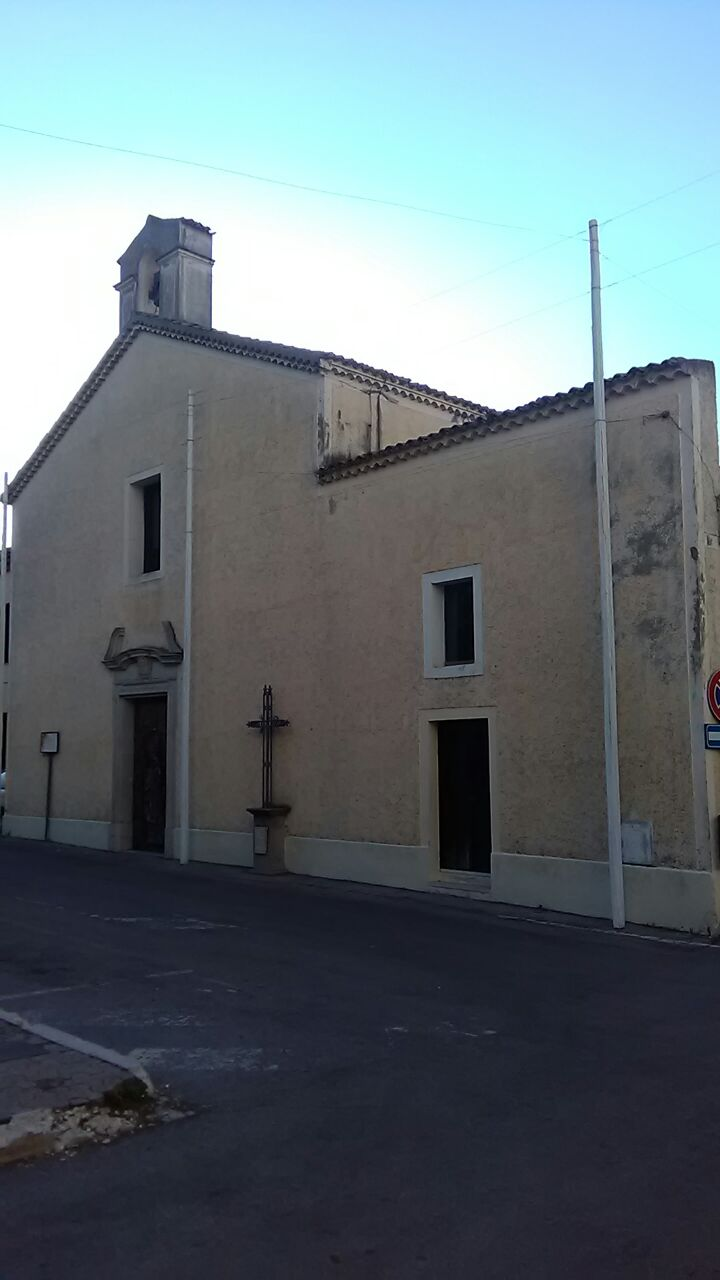
Chiesa di san Rocco

La chiesa è datata al 1777 ed era inserita in un Convento risalente alla fine del Cinquecento (1590-1595) ed abbattuto negli anni quaranta del XX secolo. Fu costruito mediante alcune offerte dei fedeli e del clero di Pignola per dare una degna sistemazione ai Frati Cappuccini. Il convento venne soppresso nel 1865 e i religiosi lasciarono l’edificio il 19 marzo dello stesso anno.
Si tratta di una chiesa a due navate, una centrale ed una minore sul lato destro, coperte da volte a botte. I due ambienti hanno ingressi anteriori indipendenti e sono a quote diverse. È presente un altro ambiente, adibito a sagrestia, a cui si accede dalla zona del presbiterio.
Chiesa di San Donato
È posta nella parte più alta di Pignola nelle immediate vicinanze della Chiesa Madre. La fondazione probabilmente risale al XIII secolo come attesterebbero tre affreschi bizantini rinvenuti dopo il terremoto del 1980 proprio sulle pareti dell’edificio, e risalenti alla fine del 1200.
Chiesa di Sant'Antonio Abate
La chiesa di Sant'Antonio Abate
risalirebbe al 1600 in base alle ricerche svolte da parte del parroco Don Rocco Piro, il quale sostiene che dell'edificio originario resterebbero soltanto le strutture murali e quelle in pietra. La chiesa era inizialmente interamente costruita in stile barocco e situata vicino alla chiesa dell’Annunziata Nel 1892 queste due vennero completamente ristrutturate in un'unica chiesa. Dopo il terremoto del 1857 gli edifici civili e religiosi del paese subirono gravi danni, eccetto la Chiesa di S. Antonio Abate che riportò solo lievi danni.
Chiesa rurale di San Michele Arcangelo
Il convento di San Michele fu costruito nel 1535 nella zona dell’agro di Pignola denominata Sant'Angelo, nei pressi di una sorgente ritenuta miracolosa per le febbri. In questi anni si stabilirono in questa contrada alcuni padri Cappuccini i quali, accanto alla grotta, costruirono un convento e si presero cura della chiesetta che era situata al di sopra della grotta e che con essa comunicava per mezzo di venticinque gradini. Alla fine del 1500 i padri si trasferirono nel convento di san Rocco. Di tutto il complesso conventuale rimane la Chiesa, restaurata, la grotta e pochi ruderi del convento quasi completamente sepolti dalla vegetazione.
Santuario di Maria Santissima degli Angeli
Il santuario dista 4 km dal centro di Pignola.
Sin dal XIV secolo, si hanno le testimonianze della presenza di una comunità di benedettini, insediatasi accanto al santuario forse già esistente. Dal 1521 la chiesa del Pantano è passata sotto il patronato del capitolo della chiesa madre di Pignola.

### Architetture civili
Portali

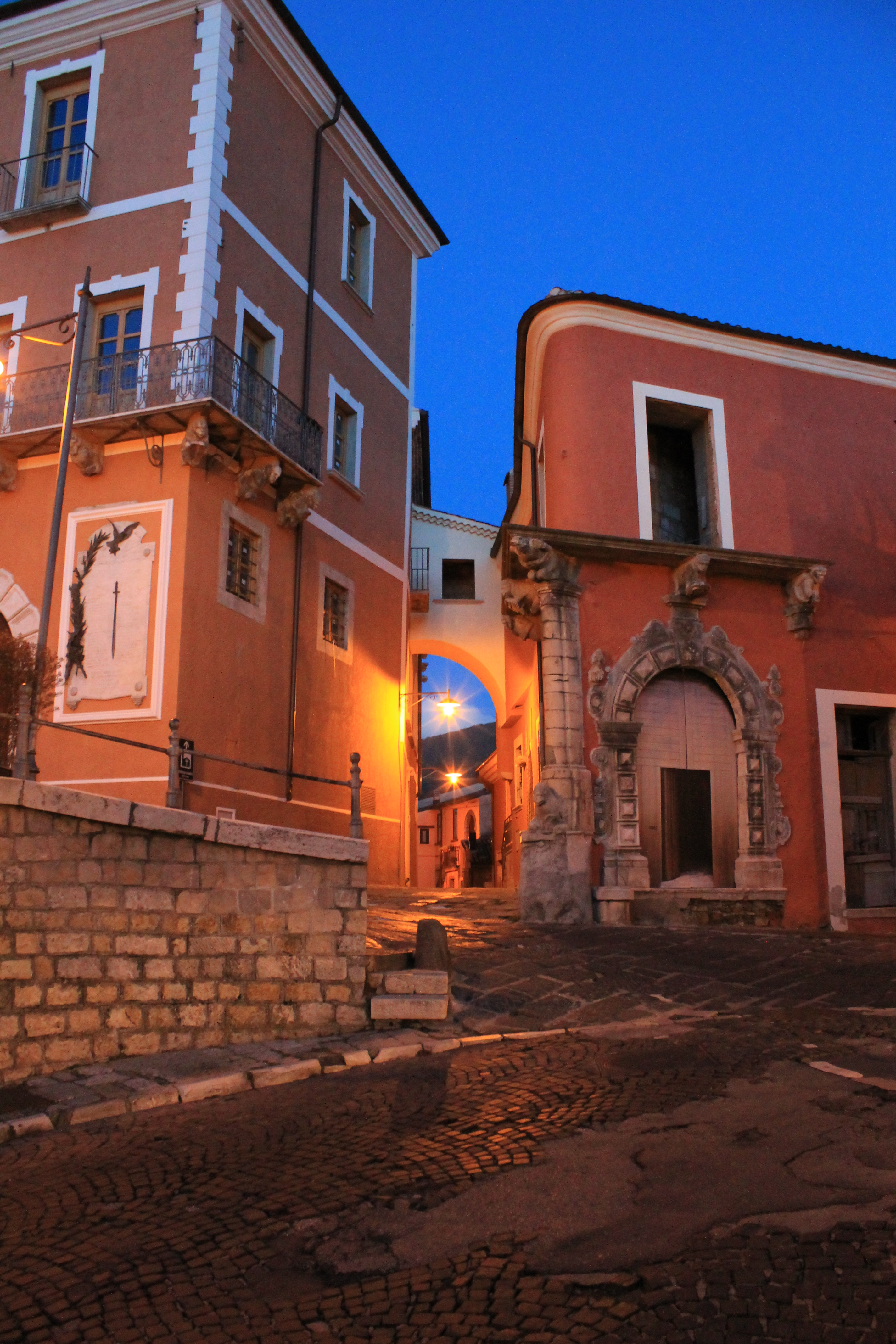
Palazzo Gaeta

Pignola è noto come “il Paese dei portali”. Essi sono innumerevoli e vari per forma e struttura. L’esame delle forme li fa risalire al 1600. Il territorio altamente sismico ha reso necessarie nel tempo delle modifiche strutturali. Ciascun portale prende il nome dalla famiglia originariamente proprietaria del palazzo. Accanto ai portali nella maggior parte dei casi sono presenti mascheroni a cui legare gli animali. Spesso figure demoniache, ritenute utili contro il malocchio. Stesse figure sui batacchi dei portoni (elemento metallico, di varie dimensioni, usato per bussare alla porta) forse per scatenare l'invidia dei visitatori.
Palazzi
La piazza di Pignola è racchiusa tra palazzi quali Palazzo Gaeta e Padula, entrambi ornati da cariatidi (elemento architettonico utilizzata come colonna che rappresenta una figura femminile). A reggere i balconi troviamo delle figure scimmiesche ed umane.
All’interno di palazzo Gaeta troviamo delle statue a sorreggere la ringhiera.
Il Portale del Palazzo Padula è dato da due figure rettangolari, ornate da un ricamo con foglie di quercia.

### Aree naturali

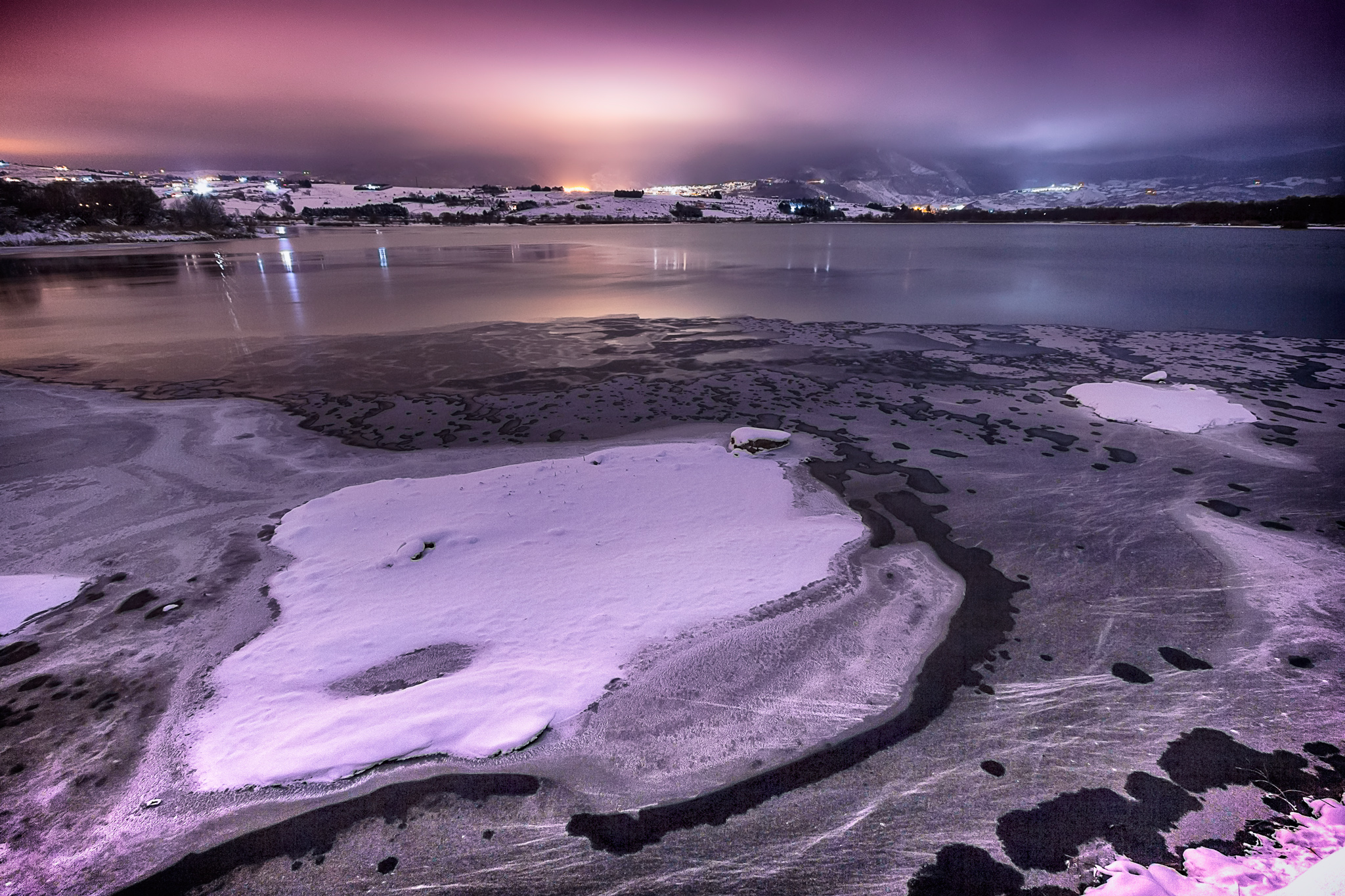
La riserva naturale nel periodo invernale

Nel territorio è presente la Riserva regionale Lago Pantano di Pignola. L'area si estende per circa 155 ettari a 750 m s.l.m. Il territorio è caratterizzato da una diversa profondità delle acque e da una forte presenza di prati mesofili a contatto con le aree coltivate ed i boschi circostanti. Questi fattori hanno contribuito all’instaurarsi di una copertura vegetale ricca e varia e un differenziamento di nicchie ecologiche, che hanno reso il lago uno degli ambienti regionali a maggiore diversità biotica. L'area fa parte della Convenzione di Ramsar da ormai diversi anni. Durante il periodo invernale l'oasi diventa una vera e propria attrazione per fotografi e non grazie ai magnifici paesaggi che si vengono a formare con l'arrivo della basse temperature.

## Società

### Evoluzione demografica
Abitanti censiti

### Etnie e minoranze straniere
Gli stranieri regolari sono 133 (79 maschi e 54 femmine) al 31º dicembre 2020, pari al 2% della popolazione. Le comunità più rappresentate sono:
- Romania: 30%
- Marocco: 7,3%
- Ucraina: 11,7%
- Albania: 3,6%

### Lingue e dialetti
Il dialetto pignolese appartiene al gruppo potentino dei dialetti gallo-italici, identificati dal filologo Gerhard Rohlfs fra il 1925 e il 1930, a cui appartengono pure i dialetti della stessa Potenza, di Picerno e di Tito.

### Tradizioni e folclore

#### La festa di Sant’Antonio Abate

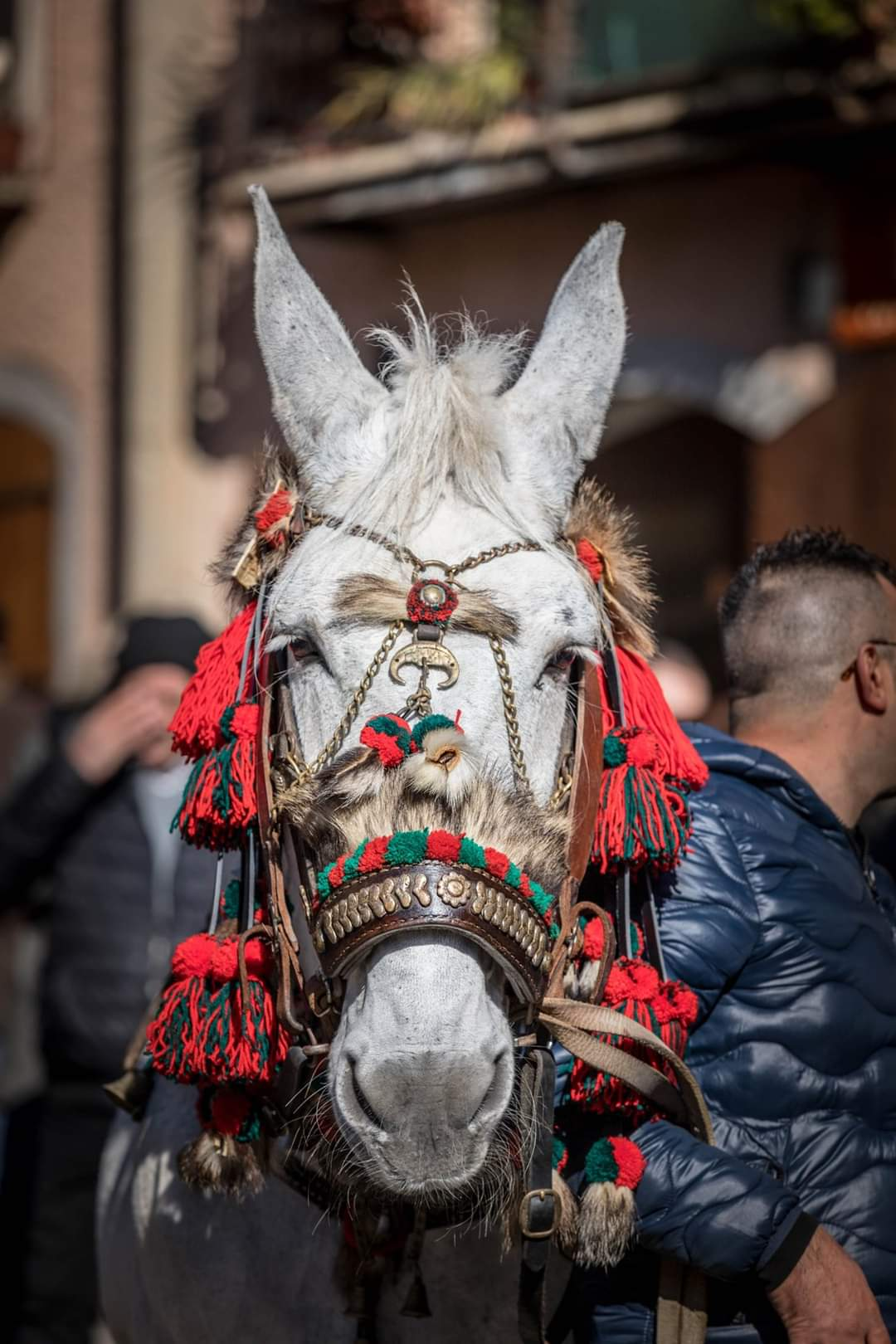
Mulo addobbato per la festa di Sant'Antonio Abate

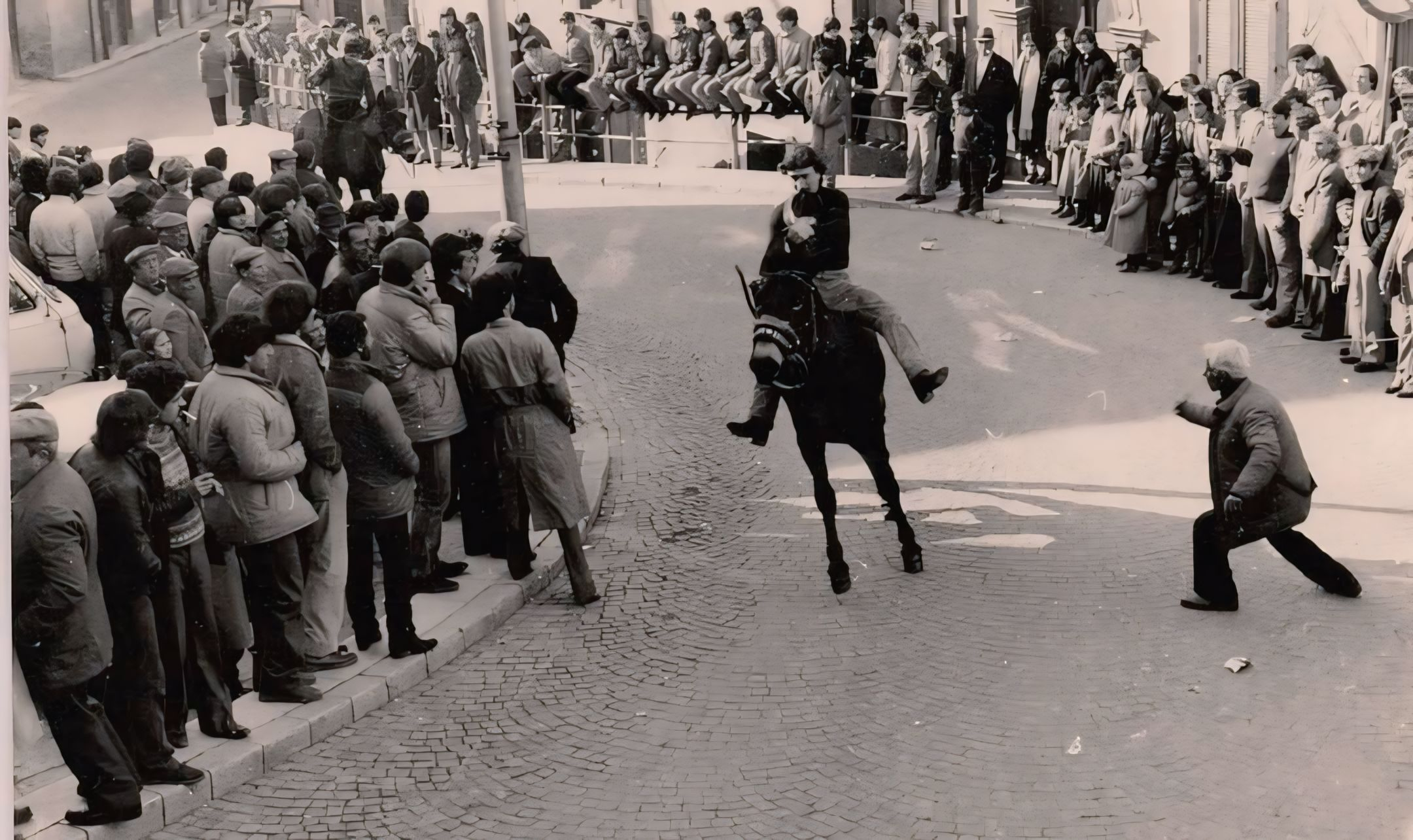
Antiche edizioni Corsa di Sant'Antonio Abate

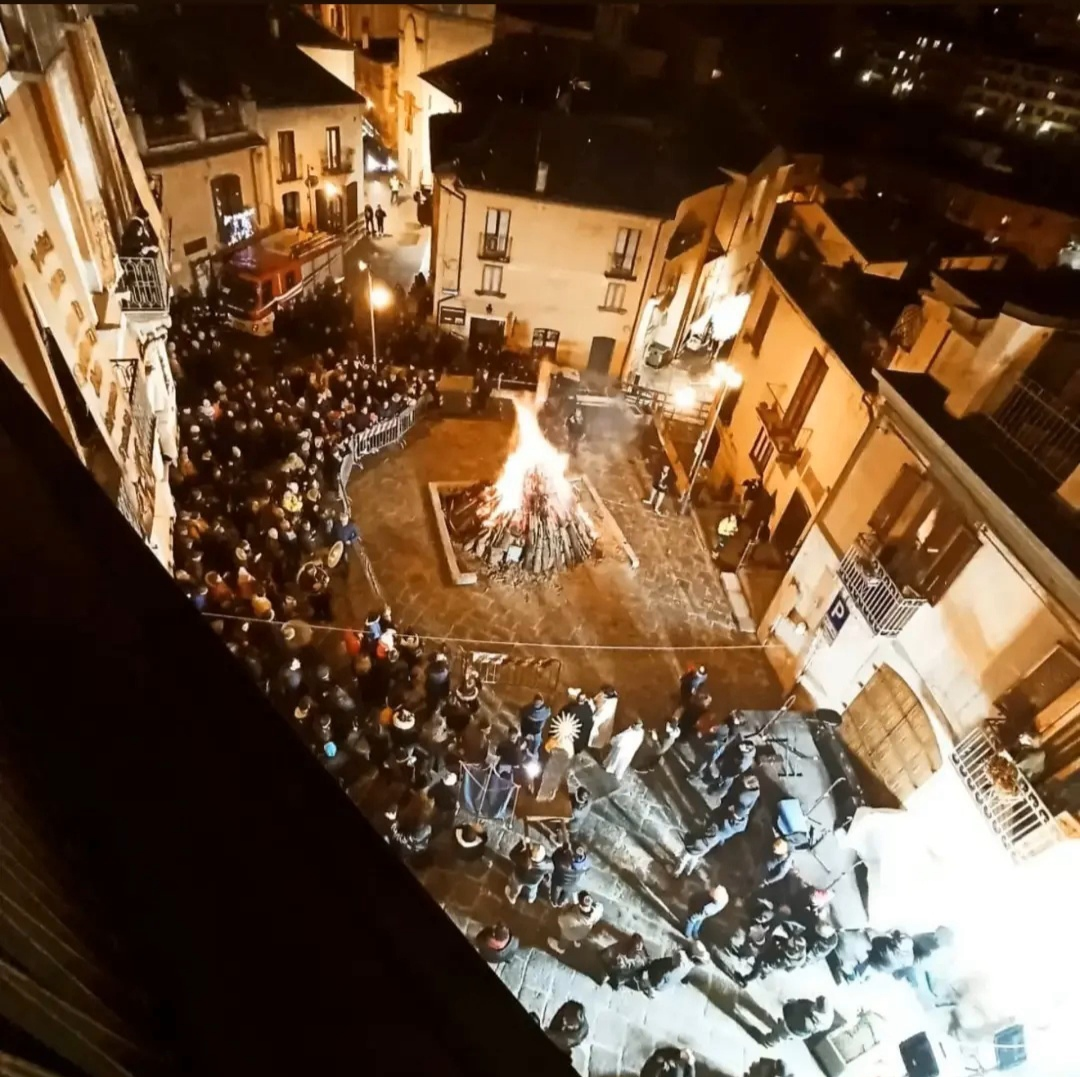
Fanoia di Sant'Antonio Abate Pignola

Nella giornata del 16 e del 17 gennaio, Pignola perpetua il rito secolare legato alla celebrazione di Sant’Antonio Abate. La celebrazione ha inizio nella serata del sedici quando si da fuoco, nei pressi della chiesa del santo, ad un enorme falò. La “fanoia” è una pila di fuoco circolare che viene benedetta dal parroco ed arde per tutta la notte vegliata dai devoti che si attardano al tepore. I pignolesi, nei tempi andati, usavano anche portare a casa in segno di devozione un po’ di brace e qualche tizzone per accendere il fuoco che durava tutto l’inverno. Imitavano, in un certo qual modo, il miracolo del Santo che secondo la tradizione scese all’inferno a prendere il fuoco per donarlo agli uomini e portavano a casa la benedizione del Santo. Forse ancora non è spenta la brace della fanoia quando lo scalpitio di zoccoli del nobile cavallo o del forte mulo battono il selciato del tracciato del percorso. La corsa dei cavalli, muli ed anche asini, si tiene il giorno 17 gennaio ed è il culmine di un rito a cui i pignolesi sono molto legati. Gli animali convergono in piazza a ricevere la benedizione e quando il sacerdote la impartisce la corsa ha inizio. Una corsa spericolata e spettacolare che si consuma per le strette vie del centro, compiendo i tre giri devozionali intorno alla chiesa. La caratteristica manifestazioni ha radici profonde e pur permanendo una devozione ed il desiderio di assistere ad un rito si fa preferire per l’aspetto competitivo.

### La Uglia

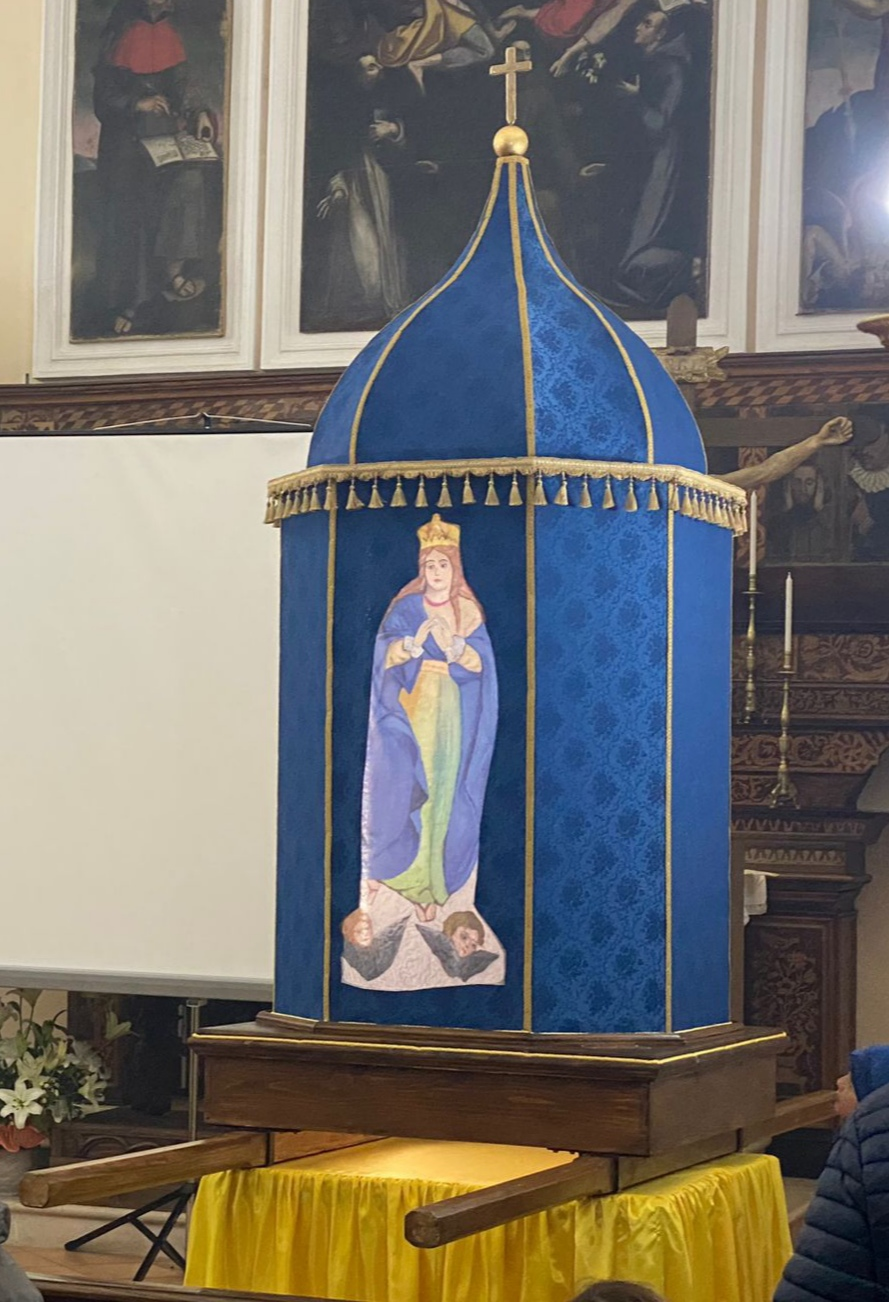
La Uglia

In occasione della festa di Maria Santissima degli Angeli si svolge nel centro di Pignola la processione della Uglia. Un piccolo trono di stoffa a forma di guglia su cui è dipinta l'immagine della Madonna viene portato in processione da un gruppo di giovani, la musica della banda accompagnati questa caratteristica processione per le vie del paese.
La manifestazione inizia la sera, la Uglia esce tra la folla danzano e facendo piroette. I portatori sorreggono il baldacchino a forma di guglia con un’immagine di Maria, questo è l’unico elemento religioso di una manifestazione laica. La processione non sosta davanti alle chiese, non è accompagnata dal prete, nessuno si segna al suo passaggio.
La Uglia e l'immagine di Maria ballano tra la folla con movimenti circolari e obliqui, il loro percorso è interrotto da falò di ginestre che sbarrano il passo, i portatori incitati dal pubblico e dalla musica della banda, e dal vino, sono costretti a fermarsi. La Uglia continua a danzare sul posto, non si ferma un attimo finché i portatori non saltano sul fuoco e superano l'ostacolo protetti dalla Vergine. I portatori trovano il coraggio di lanciarsi tra le fiamme grazie ad abbondanti sorsi di vino.La folla apprezza e partecipa.

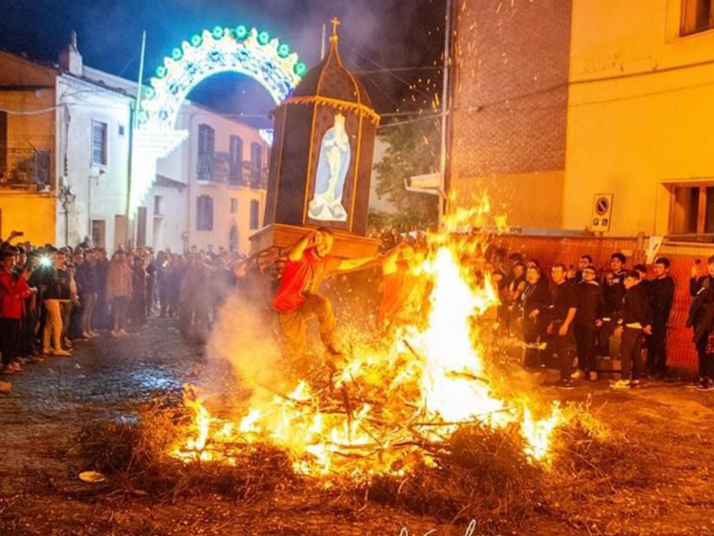
Salto della Uglia al Paschiere

La processione della Uglia di Pignola è unica nel suo genere, laica per definizione porta in giro l'immagine della Madonna. La festa risponde a riti ben codificati e molto antichi, la manifestazione si presta a diverse interpretazioni. Per alcuni la Uglia sarebbe il tentativo del popolo di bloccare la Vergine per godere della sua protezione, per altri rappresenta la lotta tra bene e male, il fuoco è il male che l'immagine sacra supera e si lascia alle spalle. Non mancano coloro che gli attribuiscono legami storici o lo ritengono un rito di purificazione.
La Uglia si tiene ogni anno il terzo e quarto sabato di maggio.

#### La Festa della Madonna

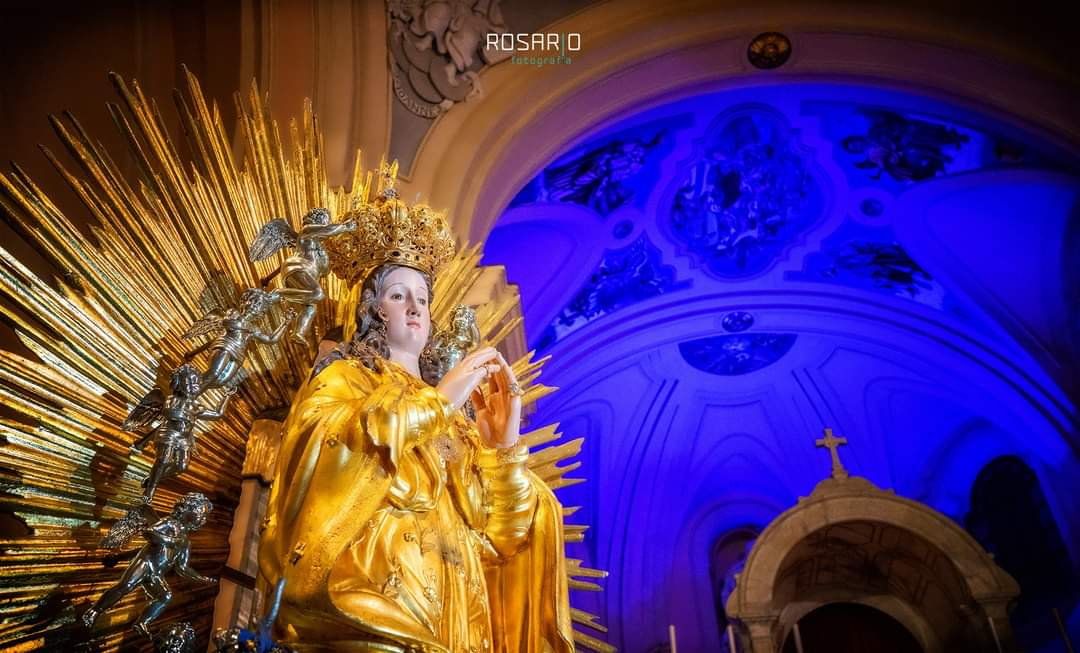
Maria Ss. degli Angeli in Chiesa Madre

La Festa della Madonna di Pignola è una grande testimonianza di pietà e fede popolare ma anche una preziosa occasione per valorizzare, attraverso solenni celebrazioni religiose e interessanti manifestazioni culturali, un patrimonio ricco di storia e tradizione.
L’origine della festa è antichissima, la sua prima attestazione risale al 1521 e la data in cui si celebrava era il 15 di agosto durante la solennità della Assunzione della Beata Vergine Maria. Si ipotizza, pertanto, che risalga all’epoca della costruzione della cappella di Pantano e all’influsso bizantino. La devozione del popolo di Pignola a Maria Santissima degli Angeli si è consolidata nei secoli fino al 27 giugno 1965, quando Sua Santità Paolo VI incoronò la Sacra Effige di legno contornata di dodici angeli interamente ricoperta in oro zecchino e tale tradizione si perpetua ancora oggi nella comunità come segno di fede profonda ed evidente testimonianza di attaccamento alle tradizioni dei padri.

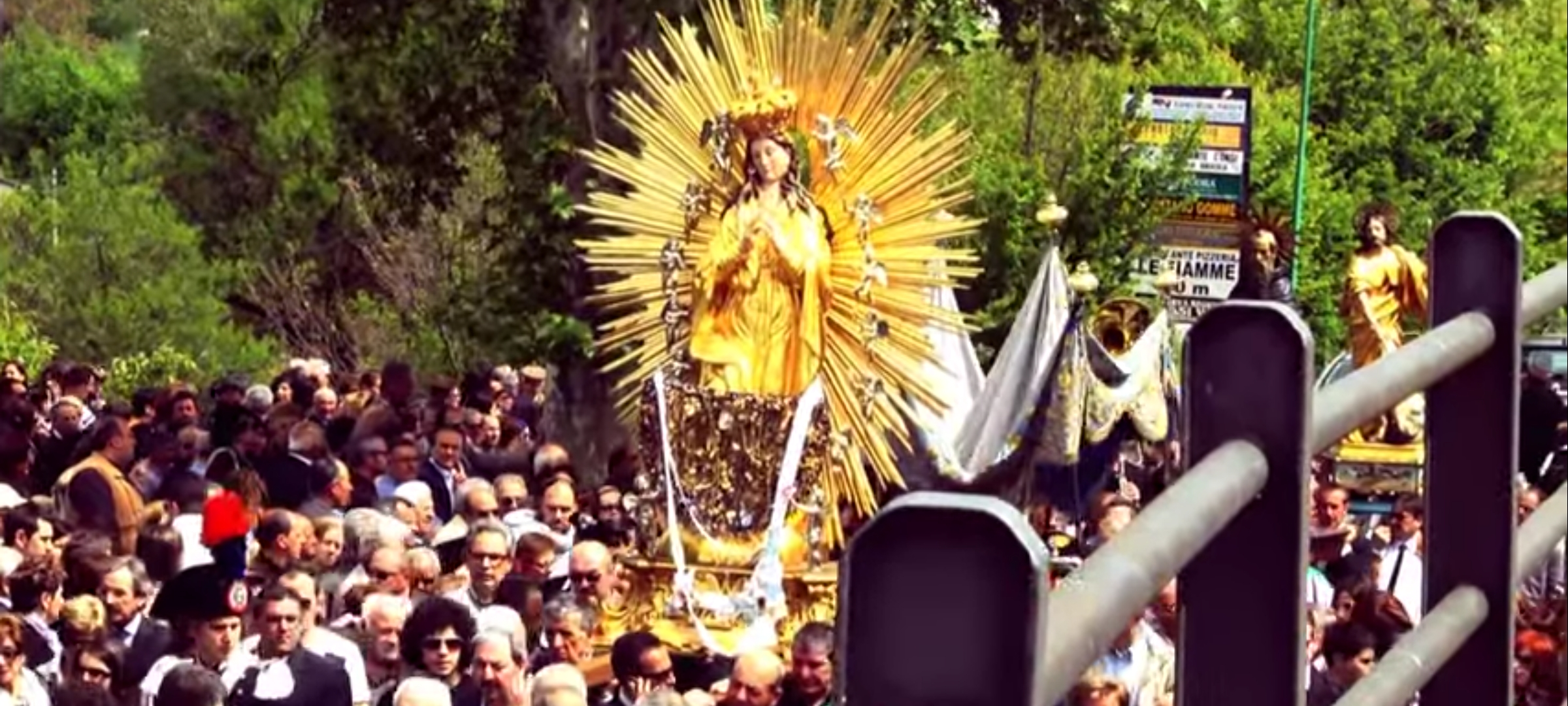
Processione di Maria Ss. degli Angeli

Segno distintivo della festa è il passaggio, che a Pignola è inverso, poiché il cammino dal Santuario, posto in pianura, si realizza fino alla Chiesa Madre collocata in altura. Infatti l’immagine mariana tutti gli anni, da secoli, la terza domenica di maggio viene portata in processione dal Santuario Diocesano di Pantano alla Chiesa Madre di Pignola e ricondotta al Santuario la terza domenica di settembre.

## Economia
L'agricoltura rappresenta una parte importante dell'economia Pignolese, e l'alimento più coltivato è il fagiolo rosso scritto. Lo sviluppo industriale è concentrato in una zona P.I.P., mentre la Riserva regionale Lago Pantano di Pignola è uno dei maggiori richiami turistici presenti nel paese.

## Cultura

### Istruzione

#### Biblioteche
La biblioteca comunale dispone di circa 6797 volumi e opuscoli, con una sezione dedicata alla storia del territorio. Fondata nel 1985 ha sede nel municipio e una, più recente, all'interno della stazione degli autobus.

#### Scuole
Nel comune ha sede l'istituto comprensivo Giovanni Pascoli, comprensivo di scuola dell'infanzia, scuola primaria e scuola secondaria di primo grado ad indirizzo musicale.

#### Musei

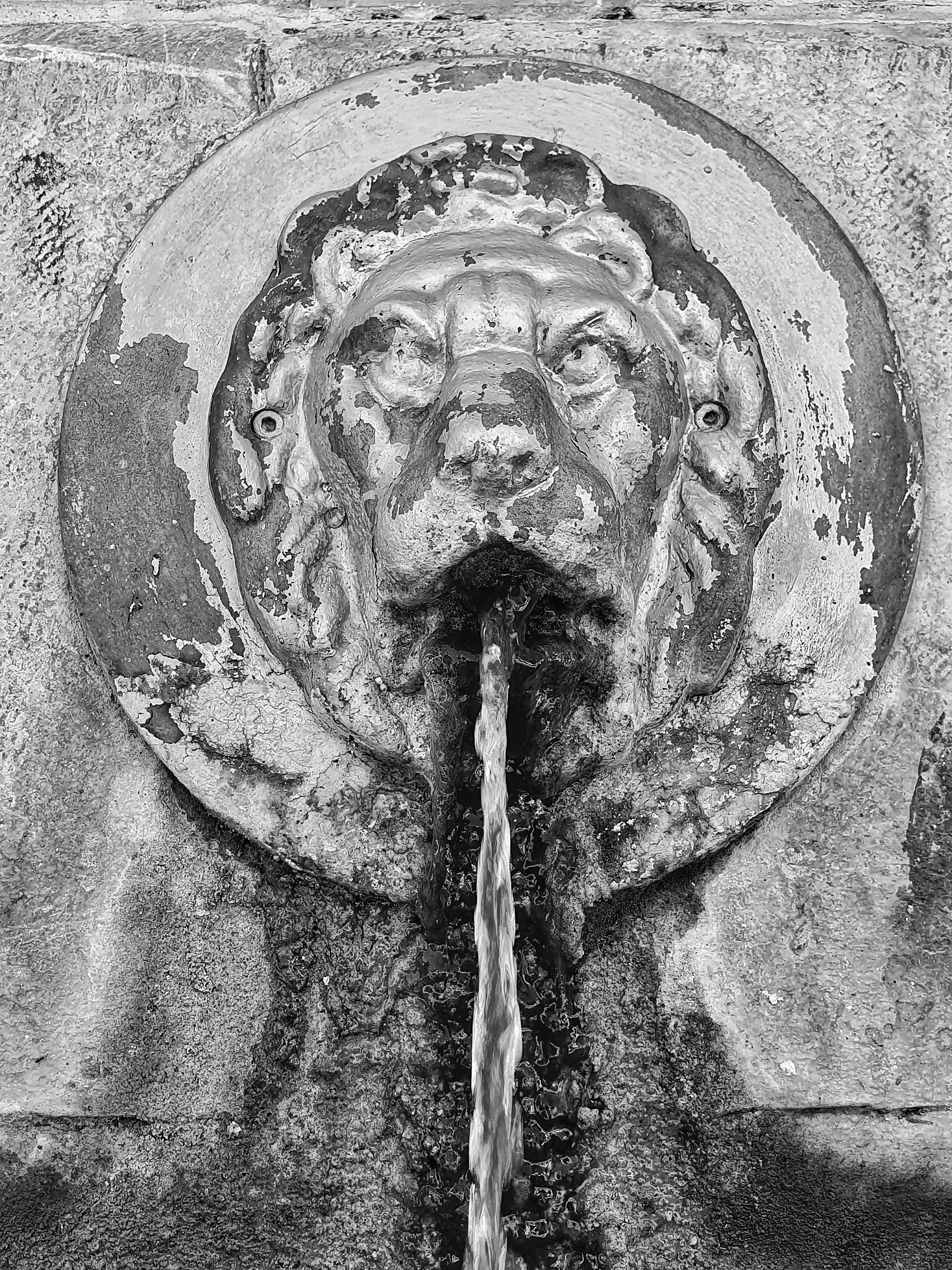
La fontana vecchia, caratterizzata da sculture antiche

Il principale museo del paese è il Museo scenografico del Costume e della Civiltà rurale che espone numerosi costumi tradizionali del periodo tra XIX e XX secolo, Sono esposti all'interno del museo, oltre ai costumi originali donati da famiglie Pignolesi, percorsi interattivi e video sulle tradizioni pignolesi.

### Il fagiolo rosso scritto

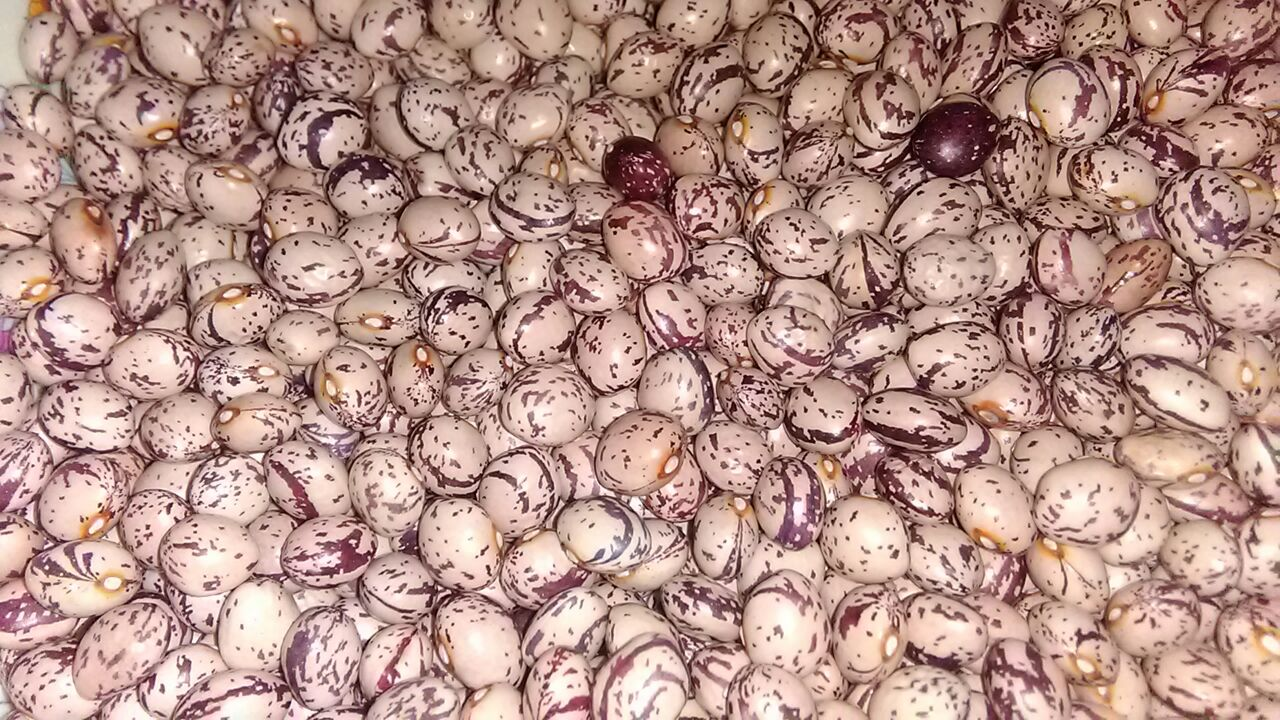
Fagiolo rosso scritto, Pantano di Pignola

Il fagiolo rosso scritto si è sviluppato nell’alta valle del Basento, introdotto dagli spagnoli di ritorno dalle Americhe. Esso, poi diventò fin da subito un elemento di fondamentale presenza nella dieta locale. Ma è in epoca Napoleonica che esso acquisì maggiore importanza da parte delle famiglie contadine. Alla fine dell’800 la produzione di fagiolo a Pignola è da primato e alla Terza Fiera Campionaria Internazionale di Napoli del 1923 partecipano proprio i fagioli di Pignola. La coltivazione di questo tipo di fagiolo ancora oggi, in particolare nella frazione di Pantano di Pignola, trova delle vere e proprie condizioni climatiche favorevoli: le temperature massime, presenti nei mesi di luglio, agosto e settembre che non superano mai 30 °C. Inoltre le caratteristiche del terreno risultano perfette per la coltivazione del fagiolo, poiché ben drenato, con massimi livelli di produttività. Per quanto riguarda la coltivazione, la stagione di raccolta va dalla prima decade di settembre per il fagiolo fresco allo stato ceroso a inizio ottobre per il fagiolo secco da sgranare. Si tratta di una pianta rampicante che produce un seme tondo ed ovoidale, dal fondo beige con screziature rosso scure da cui deriva il nome di rosso scritto. La coltivazione ha lasciato il posto nel dopoguerra ai vari e numerosi allevamenti di bestiame e così i giovani hanno abbandonato progressivamente le campagne andando a lavorare in città o nell’industria chimica sviluppatasi in zona.

### Ciambotta
La ciambotta è un piatto tipico della cucina meridionale italiana, nella variante cucinata nel territorio Pignolese vengono inserite varie verdure (principalmente patate, melanzane e peperoni) accompagnate con salsiccia e in alcuni casi uova. La ciambotta nasce dalla necessità dei contadini di trasportare il pranzo quando uscivano per lavoro. Questi iniziarono quindi ad inserire il tutto in forme di pane (scavate all'interno) chiuso con un grande tovagliolo, così da mantenerne la temperatura.

### Strascinati con pezzente e mollica di pane
Gli strascinati con il pezzente e la mollica di pane o "strascinati cu la mddia" sono dei semplici strascinati fatti in casa accompagnati con della mollica e del salame pezzente. Il sugo di pezzente è un prodotto caratteristico del territorio, questo era utilizzato molto dai contadini poiché la salsiccia veniva fatta da tutti gli scarti della salsiccia condito con la mollica poiché in quel tempo non veniva ancora utilizzato assiduamente il formaggio. Ad oggi il piatto viene consumato tradizionalmente con l'inizio del carnevale Pignolese.
Altri piatti tipici sono la cuccia di santa Lucia, un misto di vari legumi accompagnato con pane raffermo, funghi e cruschi, i panzarotti di castagne e le chiacchiere.

## Geografia antropica

### Urbanistica
I principali assi viari extraurbani che servono la città sono i seguenti:
- Strada Provinciale 5 della Sellata
- Raccordo Autostradale 5 Sicignano-Potenza - uscita Laurenzana in direzione Taranto; uscite Potenza Ovest, Potenza Centro, Bucaletto e Potenza Est in direzione Napoli-Salerno-Reggio Calabria-Roma-Milano
- Strada Statale 92 dell'Appennino Meridionale

### Ferrovie
A partire dal 1910 venne costruita nei pressi della zona bassa di Pignola una stazione ferroviaria della vasta rete progettata dalla Mediterranea-Calabro-Lucane (MCL). A causa della prima guerra mondiale i lavori subirono vari ritardi, tanto da permettere l'apertura della prima tratta, tra la stazione di Potenza Inferiore e Pignola, solo il 23 gennaio 1919. Ulteriori problemi finanziari ritardarono l'apertura della tratta Pignola-Laurenzana al 4 novembre 1931, mentre il proseguimento verso Nova Siri non venne mai costruito.
Dal 1º gennaio 1964 la linea, insieme alle altre gestite sino ad allora dalla MCL, passò in gestione commissariale governativa: fu sotto la gestione governativa, il 6 settembre 1969, che la tratta Pignola-Laurenzana fu provvisoriamente sospesa all'esercizio, per essere soppressa definitivamente il 7 maggio 1974 (i binari furono rimossi nel 1979, dopo contestazioni da parte delle popolazioni locali). La sezione iniziale della linea, tra Potenza e Pignola, chiuse il 23 novembre 1980 per le conseguenze del terremoto dell'Irpinia.

## Infrastrutture e trasporti

### Mobilità urbana
Pignola è collegata con il resto dei comuni lucani tramite un servizio autobus delle Ferrovie Appulo Lucane, che si occupa della mobilità da e per il comune. Sono presenti anche tratte interregionali che vengono gestite principalmente da compagnie minori con sede nel comune stesso.

## Amministrazione
| Periodo        | Periodo        | Primo cittadino  | Partito                             | Carica  | Note |
| -------------- | -------------- | ---------------- | ----------------------------------- | ------- | ---- |
| 14 aprile 2008 | 27 maggio 2013 | Petrone Ignazio  | Partito Democratico                 | sindaco |      |
| 27 maggio 2013 | 10 giugno 2019 | Gerardo Ferretti | Partito Democratico                 | sindaco |      |
| 10 giugno 2018 | 16 maggio 2023 | Gerardo Ferretti | lista civica Pignola visione futura | sindaco |      |
| 16 maggio 2023 | in carica      | Antonio De Luca  | lista civica Obiettivo Comune       | sindaco |      |

### Gemellaggi
Il comune ha stipulato dei gemellaggi dentro e fuori dal territorio lucano. I principali sono:
- Anzi
- Matera
- Ollolai

## Sport
Ha sede nel comune la società di calcio A.S.D. Sporting Pignola, che ha disputato campionati dilettantistici regionali.
È presente anche una società sportiva dilettantistica di Nuoto, l'Acquatica Pignola.

### Impianti sportivi
- Stadio Comunale (sito in località Pantano di Pignola) con 2500 posti a sedere scoperti e 500 coperti;
- Palazzetto dello Sport (sito in località Pantano di Pignola) con 1000 posti a sedere coperti;
- Piscina Acquatica utilizzata competizioni di carattere provinciale, regionale e interregionale con 50 posti a sedere.[74]